# Белін (Західнопоморське воєводство)
Белін (пол. Bielin, нім. Biellin) — село в Польщі, у гміні Моринь Грифінського повіту Західнопоморського воєводства.
Населення — 524 особи (2011).
У 1975-1998 роках село належало до Щецинського воєводства.

## Демографія
Демографічна структура станом на 31 березня 2011 року:
|          | Загалом | Допрацездатний вік | Працездатний вік | Постпрацездатний вік |
| -------- | ------- | ------------------ | ---------------- | -------------------- |
| Чоловіки | 269     | 51                 | 202              | 16                   |
| Жінки    | 255     | 56                 | 153              | 46                   |
| Разом    | 524     | 107                | 355              | 62                   |